# Electronic body music
Electronic body music je pravac elektronske glazbe poznat i kao EBM, koji je početkom 80tih godina nastao u Belgiji, iz pretežito synth-punk i industrial korijena, te se vrlo brzo proširio po underground klubovima diljem Europe i sjeverne Amerike. Možda je nastao i iz revolta prema punku i angloameričkoj Pop glazbi, no svakako je predstavljao nešto potpuno novo i imao prepoznatljiv europski pečat. U početku je bio usko vezan uz techno, no nije doživio niti približno sličnu komercijalizaciju. 

Zadnjih se godina na top ljestvicama, (Njemačka, Skandinavija) ponekad ipak može pronaći pokoji sastav EBM ili nekog srodnog glazbenog pravca.
Fanovi EBM i ostale post-industrial plesne glazbe nazivaju se rivetheadovi, i odvojena su subkultura od gotičke supkulture, s kojom se često brkaju, a koja umjesto revolvira oko mračnih post-punk derivata kao sto je gothic rock, dark wave i cold wave.
Početkom 1990-ih pa sve do danas EBM je dio šire mračne supkulture (vidi "dark culture"/cultura obscura) koja uklučuje više različitih mračnih supkultura, tj. isključivo se pušta u klubovima koji na programu imaju mračnu plesnu glazbu.

## Glavne karakteristike
- brzi monotoni ritmovi
- experimentalni zvukovi
- tvrde bas linije
- distorzirani vokali

## Sastavi
- Početak, 80e,
- Front 242 (Belgija)
- Klinik (Belgija)
- A Split Second (Belgija)
- Nitzer Ebb (UK)
- Skinny Puppy (Kanada)
- Frontline assembly (Kanada)

- Međufaza, kraj 80ih, 90te
- Leather Strip (Danska)
- Borghesia (Slovenija/Hrvatska)
- X marks the pedwalk (Njemačka)
- Armagedon Dildos (Njemačka)
- Poupee fabrikk (Švedska)
- Tyske Ludder (Njemačka)
- Cat rapes dog (Švedska)

- Danas,
- Wumpscut (Njemačka)
- VNV Nation (UK)
- Covenant (Švedska)
- Hocico (Meksiko)
- Spetsnaz (Švedska)

## Povezani glazbeni pravci
- Industrial
- Hellelectro
- Dark Electro
- Dark wave
- Synthpop
- Future pop